# 小國神社の田遊び
小國神社の田遊び（おくにしんじゃのたあそび）は、静岡県周智郡森町一宮の小國神社に伝わるに民俗芸能の田楽（田遊び）である。2007年（平成19年）3月7日に選択無形民俗文化財に選ばれた。

## 概要
かつては旧暦の1月3日夜、遠江国一宮小國神社の新年の予祝行事として神前の白砂の上で行われていたと伝えられるが、現在は新暦の1月3日の午後に舞殿で演じられ、神社直属の社家の後裔が奉仕している。
舞殿の中央に大太鼓を据えてここを田とみなし、黒の烏帽子に直垂の白装束で、「素鍬」「畔塗」「代掻き牛」「苗草寄せ」「苗草蒔」「苗草踏」「種蒔」「祝詞」「苗賛」「世などよう」「鳥追い」「歌おろし」の全12段の構成で田植え前までの稲作の作業過程を演じる。田遊びの終了後、舞殿から牛王と餅をまく。